# Lovelight
Lovelight is een single van Robbie Williams afkomstig van zijn tiende studioalbum Rudebox. Het nummer is een cover van Lewis Taylor van zijn album Stoned, Pt. 1. uit 2003.

## Videoclip
De videoclip van Lovelight is opgenomen in Wenen. De regisseur is Jake Nava. In de videoclip treedt Robbie Williams op in een donkere nachtclub (Semper-Depot, Lehárgasse 6-8, in Wenen-Mariahilf), vergezeld door danseressen.

## Tracklist
- cd-single #1

1. "Lovelight"
2. "Mess Me Up"

- cd-single #2

1. "Lovelight"
2. "Lovelight" (Soulwax Ravelight Vocal)
3. "Lovelight" (Kurd Maverick Vocal)
4. "Lovelight" (Soul Mekanik Mekanikal remix)
5. "Lovelight" (Dark Horse remix)
6. "Lovelight" (Soulwax Ravelight dub)

- dvd-single

1. "Lovelight"
2. "Mess Me Up"
3. "Lovelight" (Soul Mekanik Mekanikal remix)
4. "And Through It All" (Live DVD trailer)

| Lovelight in de Nederlandse Top 40 - binnen: 11 november 2006 | Lovelight in de Nederlandse Top 40 - binnen: 11 november 2006 | Lovelight in de Nederlandse Top 40 - binnen: 11 november 2006 | Lovelight in de Nederlandse Top 40 - binnen: 11 november 2006 | Lovelight in de Nederlandse Top 40 - binnen: 11 november 2006 | Lovelight in de Nederlandse Top 40 - binnen: 11 november 2006 | Lovelight in de Nederlandse Top 40 - binnen: 11 november 2006 | Lovelight in de Nederlandse Top 40 - binnen: 11 november 2006 | Lovelight in de Nederlandse Top 40 - binnen: 11 november 2006 | Lovelight in de Nederlandse Top 40 - binnen: 11 november 2006 |
| Week                                                          | 1                                                             | 2                                                             | 3                                                             | 4                                                             | 5                                                             | 6                                                             | 7                                                             | 8                                                             | 9                                                             |
| ------------------------------------------------------------- | ------------------------------------------------------------- | ------------------------------------------------------------- | ------------------------------------------------------------- | ------------------------------------------------------------- | ------------------------------------------------------------- | ------------------------------------------------------------- | ------------------------------------------------------------- | ------------------------------------------------------------- | ------------------------------------------------------------- |
| Positie                                                       | 23                                                            | 23                                                            | 16                                                            | 8                                                             | 8                                                             | 8                                                             | 12                                                            | 21                                                            | 23                                                            |